# Periptera punicea
Periptera punicea är en malvaväxtart som först beskrevs av Lagasca, och fick sitt nu gällande namn av Dc.. Periptera punicea ingår i släktet Periptera och familjen malvaväxter. Inga underarter finns listade i Catalogue of Life.